# Hamilton Island Airport
Hamilton Island Airport of Great Barrier Reef Airport is een luchthaven op Hamiltoneiland in de Whitsundayeilanden voor de kust van Queensland (Australië). Het is de grootste luchthaven in de eilandengroep en belangrijk voor het toerisme in de Whitsundayeilanden en het Groot Barrièrerif. De startbaan is gedeeltelijk aangelegd op land dat op de zee is gewonnen.
De luchthaven wordt anno 2014 bediend door de lagekostenluchtvaartmaatschappijen Jetstar Airways en Virgin Australia. In het boekjaar 2012-2013 verwerkte ze 446.720 passagiers en was daarmee de 21e Australische luchthaven.